# Улица Шпанских бораца
| Улица Шпанских бораца               | Улица Шпанских бораца        |
| ----------------------------------- | ---------------------------- |
|                                     |                              |
| Општина                             | Нови Београд                 |
| Почетак                             | Булевар Михаила Пупина       |
| Крај                                | Булевар Милутина Миланковића |
| Дужина                              | 1200 m                       |
|                                     |                              |
|                                     |                              |
| Улица Шпанских бораца, Нови Београд |                              |

Улица Шпанских бораца налази се у Београду, у градској општини Нови Београд.

## Траса
Улица Шпанских бораца почиње на Булевару Михаила Пупина, прелази Булевар Зорана Ђинђића и Булевар Арсенија Чарнојевића (који припада делу европске руте Е75) и завршава се на раскрсници са Булеваром Милутина Миланковића.

## Важније грађевине и организације
У улици се налазе Microsoft Србија, (софтверски инжењеринг) на бр. 3/3, Smith Micro Software, (софтверски инжењеринг) на бр. 3, NCR Corporation,  SAGlobal - informacione tehnologije,  (софтверски инжењеринг) на бр. 1, у ново-изграђеним, модерним зградама на почетку улице. Поред тога, ту су и Organization for Security and Co-operation in Europe (OSCE) – невладина организација, на бр. 1,  Council of Europe (CoE) – невладина организација, на бр. 3 и Интернационална школа London School of Commerce Belgrade, на бр. 3.
Belexpocentar (конгресни центар) је на бр. 74 А, Хотел Hotel Holiday Inn је на бр. 74. Центар потрошача Србије CEPS – Заштита потрошача, је на бр. 32/А.
Дом здравља Нови Београд - Здравствена станица Блок 28, је на бр. 42.

## Превоз
Улицом Шпанских бораца пролазе аутобуске линије 18 (Медаковић 3 - Земун /Бачка/), 70 (Бежанијска коса - ИКЕА), 74 (Бежанијска коса - Миријево 3), 88 (Земун /Кеј ослобођења/ - Нови Железник), 601 (Савски трг - Сурчин), АДА 5 (Бежанијска коса - Ада Циганлија).